# بیگ فالز (مینه‌سوتا)
بیگ فالز، مینه‌سوتا (به انگلیسی: Big Falls, Minnesota) یک شهر در ایالات متحده آمریکا است که در مینه‌سوتا واقع شده‌است.

## خصوصیات
بیگ فالز ۱۵٫۷۰ کیلومترمربع مساحت و ۲۳۶ نفر جمعیت دارد و ۳۷۱ متر بالاتر از سطح دریا واقع شده‌است.